# كريس نيل (لاعب كرة قدم)
كريس نيل (بالإنجليزية: Chris Neal)‏ هو لاعب كرة قدم بريطاني في مركز نصف الجناح، ولد في 27 يونيو 1947 في Kirkby-in-Ashfield ‏ في المملكة المتحدة. لعب مع دارلينجتون إف سى.